# Урбан VIII
Урбан VIII (на латински език Urbanus VIII), роден Мафео Барберини, е папа на Римокатолическата църква от 1623 до 1644. Част от богатата фамилия Барберини.
Мафео Барберини е роден през 1568 във видно флорентинско семейство. Със съдействието на чичо си, който е апостолически протонотарий, още в ранна възраст получава различни назначения от папа Сикст V и Григорий XIV. Папа Климент VIII го назначава за протонотарий и нунций във френския двор. Папа Павел V го оставя на същата длъжност, след което го издига в кардинал и папски легат в Болоня. На 6 август 1623 е избран за наследник на Григорий XV.
Понтификатът на папа Урбан VIII обхваща 21 години от Тридесетгодишната война, в хода на която той успява да установи равновесие на силите, позволяващо му да укрепи светската си власт в Италия. В периода 1641 – 1644 води война с херцогство Кастро. През 1626 херцогство Урбино е присъединено към папските владения. Това е последното териториално разширение на папската държава.
|  | Тази страница частично или изцяло представлява превод на страницата Pope Urban VIII в Уикипедия на английски. Оригиналният текст, както и този превод, са защитени от Лиценза „Криейтив Комънс – Признание – Споделяне на споделеното“, а за съдържание, създадено преди юни 2009 година – от Лиценза за свободна документация на ГНУ. Прегледайте историята на редакциите на оригиналната страница, както и на преводната страница, за да видите списъка на съавторите. ВАЖНО: Този шаблон се отнася единствено до авторските права върху съдържанието на статията. Добавянето му не отменя изискването да се посочват конкретни източници на твърденията, които да бъдат благонадеждни. |